# Bo Westin
Bo Lars Axel Westin, född 12 september 1913, Norrköpings Sankt Olai församling, Östergötlands län, död 17 januari 2009 i Sankt Johannes församling i Stockholm, var en svensk militär (generallöjtnant) i kustartilleriet och chef för Försvarsstaben 1970–1972.

## Biografi
Westin var son till kamrer Axel Westin och Frida, född Nilsson. Han avlade studentexamen i Norrköping 1933, blev fänrik i kustartilleriet 1937, löjtnant 1939, kapten 1945, major 1951, överstelöjtnant 1957, överste 1961, generalmajor 1966 och generallöjtnant 1969.
Han genomgick Kungliga Sjökrigshögskolans (KSHS) artillerikurs 1946, var lärare vid Kungliga Sjökrigsskolan (KSS) 1947–1948, tjänstgjorde vid försvarets robotvapenbyrå 1948–1951, var placerad som försvarsattaché vid ambassaden i Washington 1951–1953 och tjänstgjorde i Marinledningen 1954–1961. Westin var därefter sektionschef i Försvarsstaben 1961–1966, souschef där och chef Operationsledningen 1966–1968. Han var därefter chef för Marinstaben 1968–1970, för Försvarsstaben 1970–1972 och för Försvarshögskolan (FHS) 1972–1978.
Westin var ledamot i Försvarsberedningen 1955–1957, ordförande i Luftförsvarsutredningen 1967–1969 och ordförande i Evert Taube-sällskapet 1989–1993. Han invaldes som ledamot av Kungliga Örlogsmannasällskapet 1954 och av Kungliga Krigsvetenskapsakademien 1959.
Westin var en av de ytterst få som kände till misstankarna mot spionen Stig Wennerström. Han hade arbetat nära denne som attaché i Washington och var även med på mötet med Säkerhetspolisen (Säpo) där beslutet fattades om att Wennerström skulle gripas.
Westin gifte sig 1939 med farmacie kandidat Karin Rydin (1917–2002).
I en nekrolog karakteriseras Westin sålunda: ”Bo Westin var en intellektuell officer med stor analytisk förmåga och han kom att bli tongivande när det gällde att omvandla det äldre kustartilleriet till moderna system. På 1960-talet uppstod en schism inom försvaret om hur det framtida luftförsvaret skulle utformas. Man utsåg då Bo Westin till ordförande i en allsidigt sammansatt utredning, och han lyckades efter två år presentera ett helt enigt förslag. Hans analysförmåga bidrog även till att skapa stabilitet i marinens ekonomi och att Wennerströmaffären kunde klaras upp.” Makarna Westin är begravda på Lidingö kyrkogård.

## Utmärkelser
- Kommendör med stora korset av Svärdsorden, 6 juni 1973.[6]
- Riddare av Svärdsorden.[7]